# Änglagård – andra sommaren
Änglagård – andra sommaren är en svensk dramafilm som hade biopremiär i Sverige den 25 december 1994, regisserad av Colin Nutley med Helena Bergström, Rikard Wolff och Ernst Günther med flera. Filmen är en fortsättning på Änglagård (1992), och fick en uppföljare i  Änglagård – tredje gången gillt (2010).

## Handling
Fanny Zander och Zac återvänder till den lilla byn i Västergötland efter ett år. Genom en olyckshändelse har Änglagård brunnit ner, så Fanny och Zac får bo hos bröderna Gottfrid och Ivar Pettersson. Intrigerna och konflikterna mellan byborna fortsätter och samtidigt som byns rikaste man Axel Flogfält lovat att bygga upp Änglagård igen, vill han fortfarande köpa Änglagård av Fanny.
Sonen Mårten Flogfält blir alltmer intresserad av Fanny och försöker på olika sätt att förföra henne. Han har nämligen fortfarande inte fått reda på sanningen om vem som är Fannys far. Nu visar det sig också att Gottfrid och Ivar har en nästan bortglömd bror, Sven, som flyttade till USA i unga år. Fanny och Zac övertalar de båda bröderna att de tillsammans skall åka till USA och hälsa på Sven.

## Om filmen
- Filmen spelades in i Kölingared, Lönnarp, Södra Vånga socken, Kärråkra kyrka, Öra kyrka och Ulricehamn i Västergötland samt i New York, USA.

## Rollista (i urval)
- Helena Bergström - Fanny Zander
- Rikard Wolff - Zac
- Ernst Günther - Gottfrid "Gotte" Pettersson
- Tord Peterson - Ivar Pettersson
- Sven Wollter - Axel Flogfält
- Viveka Seldahl - Rut Flogfält
- Ron Dean - Sven Pettersson
- Reine Brynolfsson - Henning Collmer
- Jan Mybrand - Per-Ove Ågren
- Jakob Eklund - Mårten Flogfält
- Ing-Marie Carlsson - Eva Ågren
- Peter Andersson - Ragnar Zetterberg